# Kurow (rivière)
La rivière Kurow  (en anglais : Kurow River) est un cours d’eau de la région de 'North Otago', dans l’Île du Sud de la Nouvelle-Zélande.

## Géographie
C’est un affluent du fleuve Waitaki. Elle prend naissance dans la chaîne de ‘Saint Marys‘ et s’écoule dans le fleuve en aval du village de Kurow.